# ورنن (کنتیکت)
ورنن، کنتیکت (به انگلیسی: Vernon, Connecticut) یک سکونتگاه مسکونی در ایالات متحده آمریکا است که در کنتیکت واقع شده‌است.

## خصوصیات
ورنن ۴۶٫۹ کیلومترمربع مساحت و ۲۹٬۱۷۹ نفر جمعیت دارد و ۱۱۹ متر بالاتر از سطح دریا واقع شده‌است.